# Mark Foster (natation)
Pour les articles homonymes, voir Mark Foster.
Mark  Foster, né le 12 mai 1970 à Billericay, est un nageur anglais, spécialiste du papillon et de la nage libre. Il a obtenu ses meilleurs résultats sur les épreuves en petit bassin. D'une longévité remarquable, il a participé aux Jeux olympiques de 2008, âgé de 38 ans.

## Carrière
Il participe aux Jeux olympiques de Pékin 2008 après avoir réalisé un temps de 22 s 29 sur 50 m aux Championnats de Grande-Bretagne.

## Vie privée
En novembre 2017, Mark Foster fait son coming out.

## Palmarès

### Championnats du monde

#### Grand bassin
- Championnats du monde 2001 à Fukuoka (Japon) :
  -  Médaille de bronze du 50 m papillon

- Championnats du monde 2003 à Barcelone (Espagne) :
  -  Médaille d'argent du 50 m nage libre

#### Petit bassin
- Championnats du monde 1993 à Palma de Majorque (Espagne) :
  -  Médaille d'or du 50 m nage libre
  -  Médaille de bronze du 4 × 100 m 4 nages

- Championnats du monde 1997 à Göteborg (Suède) :
  -  Médaille d'argent du 50 m nage libre
  -  Médaille de bronze du relais 4 × 100 m 4 nages

- Championnats du monde 1999 à Hong Kong : 
  -  Médaille d'or du 50 m nage libre
  -  Médaille d'or du 50 m papillon

- Championnats du monde 2000 à Athènes : 
  -  Médaille d'or du 50 m nage libre
  -  Médaille d'or du 50 m papillon

- Championnats du monde 2002 à Moscou (Russie) :
  -  Médaille d'argent du 50 m nage libre
  -  Médaille de bronze du 50 m papillon

- Championnats du monde 2004 à Indianapolis (États-Unis) :
  -  Médaille d'or du 50 m nage libre
  -  Médaille d'argent du 50 m papillon

- Championnats du monde 2008 à Manchester (Royaume-Uni) :
  -  Médaille d'argent du 50 m nage libre

### Championnats d'Europe

#### Grand bassin
- Championnats d'Europe 1993 à Sheffield (Grande-Bretagne) :
  -  Médaille de bronze du relais 4 × 100 m 4 nages

- Championnats d'Europe 1997 à Séville (Espagne) : 
  -  Médaille d'argent du 50 m nage libre

- Championnats d'Europe 1999 à Istanbul (Turquie) :
  -  Médaille de bronze du 50 m papillon

- Championnats d'Europe 2000 à Helsinki (Finlande) :
  -  Médaille de bronze du 50 m papillon

#### Petit bassin

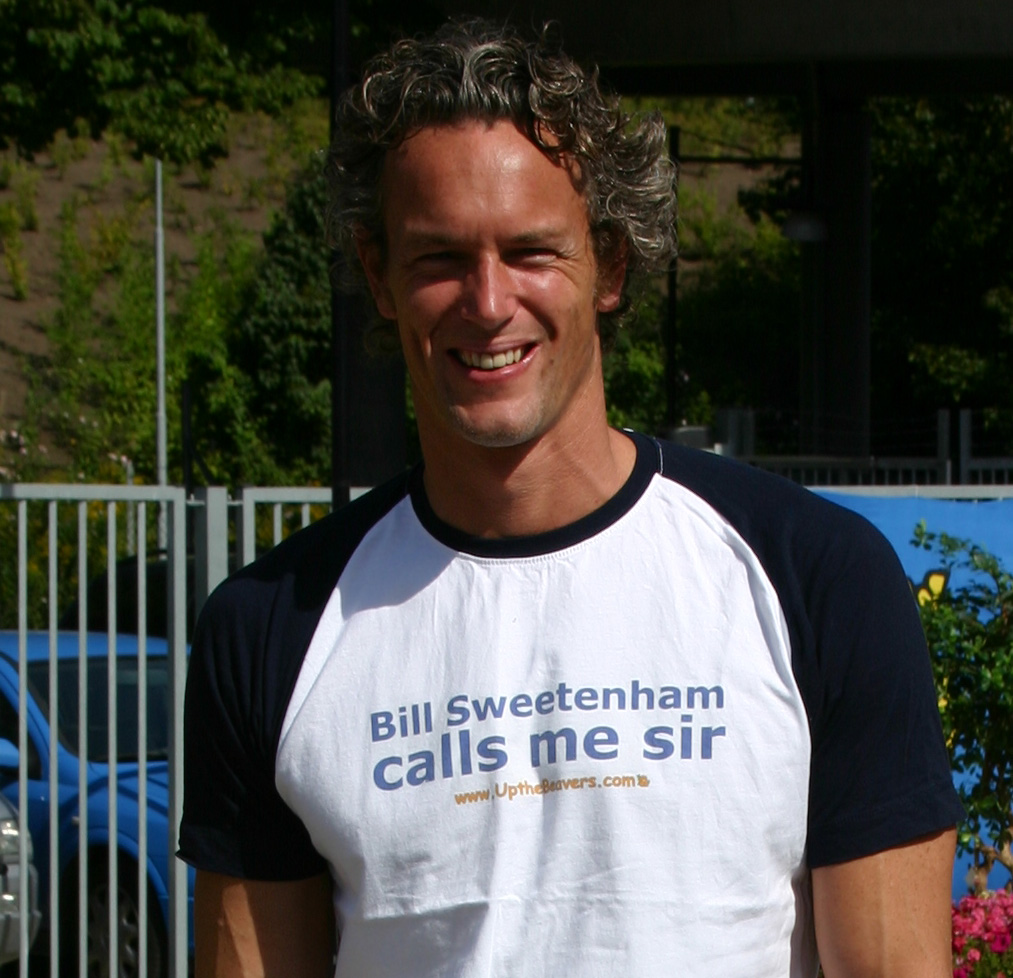
Mark Foster en 2008.

- Championnats d'Europe 1996 à Rostock (Allemagne) :
  -  Médaille d'or du 50 m nage libre
  -  Médaille d'or du 50 m papillon
  -  Médaille de bronze du relais 4 × 50 m 4 nages

- Championnats d'Europe 1998 à Sheffield (Grande-Bretagne) :
  -  Médaille d'or du 50 m nage libre
  -  Médaille d'argent du 50 m papillon
  -  Médaille d'argent du relais 4 × 50 m nage libre
  -  Médaille de bronze du relais 4 × 50 m 4 nages

- Championnats d'Europe 1999 à Lisbonne (Portugal) :
  -  Médaille d'or du 50 m nage libre
  -  Médaille de bronze du relais 4 × 50 m 4 nages

- Championnats d'Europe 2000 à Valence (Espagne) : 
  -  Médaille d'or du 50 m papillon
  -  Médaille d'argent du 50 m nage libre

- Championnats d'Europe 2001 à Anvers (Belgique) :
  -  Médaille d'argent du 50 m papillon
  -  Médaille d'argent du relais 4 × 50 m 4 nages

- Championnats d'Europe 2004 à Vienne (Autriche) :
  -  Médaille d'or du 50 m nage libre
  -  Médaille d'or du 50 m papillon

- Championnats d'Europe 2005 à Trieste (Italie) :
  -  Médaille d'or du 50 m nage libre
  -  Médaille d'argent du 50 m papillon
  -  Médaille de bronze du relais 4 × 50 m nage libre
  -  Médaille de bronze du relais 4 × 50 m 4 nages

### Jeux du Commonwealth
- Jeux du Commonwealth 1986 à Édimbourg (Grande-Bretagne) :
  -  Médaille de bronze du relais 4 × 100 m nage libre

- Jeux du Commonwealth 1990 à Auckland (Nouvelle-Zélande) :
  -  Médaille de bronze du 50 m nage libre

- Jeux du Commonwealth 1994 à Victoria (Canada) :
  -  Médaille d'or du 50 m nage libre

- Jeux du Commonwealth 1998 à Kuala Lumpur (Malaisie) :
  -  Médaille d'or du 50 m nage libre

- Jeux du Commonwealth 2002 à Manchester (Grande-Bretagne) : 
  -  Médaille de bronze du 50 m papillon
  -  Médaille de bronze du 50 m nage libre